# Camillo-Guarino Guarini
Pour les articles homonymes, voir Guarino Guarini.
Camillo-Guarino Guarini (Modène, 17 janvier 1624 - Milan, 6 mars 1683) est un mathématicien et architecte italien membre de l'ordre des Théatins. En architecture, on compte parmi ses successeurs Filippo Juvarra, ainsi que le propre élève de ce dernier, Bernardo Vittone.

## Biographie

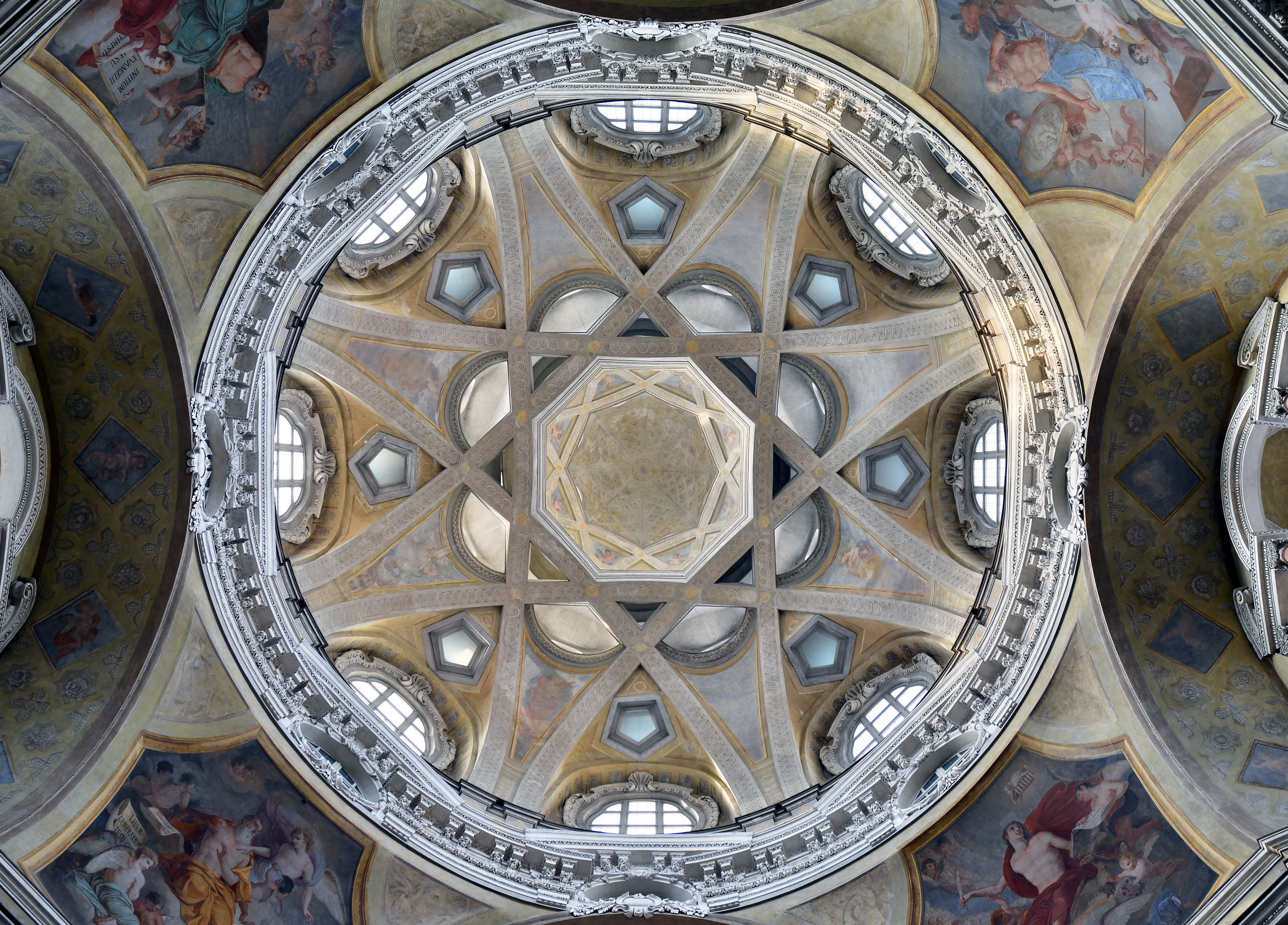
Coupole de l'église San Lorenzo (Turin)

Camillo-Guarino Guarini naît à Modène le 17 janvier 1624 ; il n'a que quinze ans lorsqu'il est admis au sein des Clercs Réguliers Théatins, et il appartiendra à cet ordre religieux jusqu'à sa mort, à Milan, en 1683. Il est envoyé à Rome en 1639, pour faire son noviciat, et c'est là qu'il aura l'occasion de connaître et d'étudier aussi bien les grandes œuvres architecturales de l'époque romaine que les ouvrages de la Renaissance et les édifices de la ville baroque auxquels sont en train de travailler de grands personnages, au sommet de leur carrière, comme Borromini, Le Bernin et Pierre de Cortone. Cependant, à côté de l'architecture, Guarini s 'adonne avec passion à l'étude de la philosophie et des mathématiques, mettant ainsi en place dès ses années de formation, cette passerelle entre l'art et la science qui sera caractéristique de son activité à l'âge mûr.
En 1655, il fut élu prévôt de la Maison des Théatins de Modène, mais, sa nomination ne plaisant pas au duc Alphonse IV d'Este, qui préférait une autre personne, Guarini émigra d'abord à Parme, puis à Guastalla, d'où il chercha à revenir dans sa ville natale ; mais il en fut empêché par l'opposition du duc de Modène.
Dans ce dernier accrochage avec la plus importante autorité de la ville, apparaît le caractère difficile de Guarini, caractère qui doit être compté - sans doute - parmi les causes de ses nombreuses pérégrinations. En 1660, il alla enseigner à Messine les belles-lettres et la philosophie. À Messine il fit ses premières expériences dans le domaine de l'architecture : en 1660 il dessine une façade ondulante, concave-convexe, pour l'église des Théatins et un projet pour l'église des pères Somasques, où apparaît pour la première fois son système de voûtes à fasces croisées. La partie de ses œuvres réalisées en Sicile, en particulier à Messine, font de lui l’un des pères fondateurs du Baroque sicilien, encore balbutiant à l’époque.

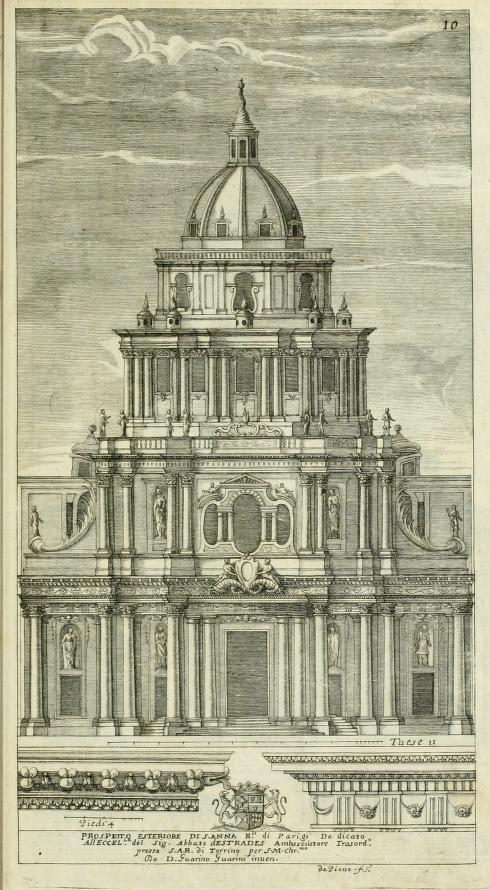
Façade de l'église Sainte-Anne-la-Royale

En 1662, il est envoyé à Paris, où les théatins engagent la construction de leur église Sainte-Anne-la-Royale. Au projet approuvé de Valperga, l'architecte de Mazarin, il substitue une un nouveau projet, « plus lumineux, plus convenable et gracieux ». Il adopte un plan en croix grecque avec un chœur plus développé et une façade ondulante très affirmée ; son goût pour les compositions pyramidantes à effet télescopique et les lumières directes et indirectes s'affirme clairement avec la superposition de quatre espaces de taille décroissante, le vaisseau central mini avec ses quatre bras, le tambour avec sa galerie et deux coupolettes de taille décroissante. Les voûtes des chapelles sont articulées par des bandes obliques. Une éblouissante coupole, d’un plan savant, devait couronner l’édifice.
À Paris Guarini a l'occasion - au cours des cinq ans que durera son séjour - de vivre au contact de la culture française. C'est à cette époque qu'il étudie la pensée rationaliste basée sur le cartésianisme : il approfondit ses connaissances en astronomie ; il s'intéresse aux techniques de construction gothiques et à la stéréotomie ; il est également probable qu'il a pu lire alors les œuvres de Milliet Dechales, de de l'Orme, de Jousse, de Derand et que, par l'intermédiaire de ce dernier, il prend connaissance des travaux que le Lyonnais Girard Desargues, architecte et ingénieur, ami de Descartes et de Fermat, consacra à la gnomique et à la perspective. Le 14 juin 1665, il reçoit la visite du cavalier Bernin. Ces années en France marquent donc l'achèvement de la formation de Guarini et c'est précisément au cours de son séjour parisien qu'il commence à écrire des traités. En 1665, il publie à Paris le volume Placita Philosophica, où il reprend les leçons de physique et de métaphysique qu'il a tenues précédemment à Messine, Modène et Paris : on y retrouve de très fréquentes références à la pensée occasionaliste de Malebranche.
L'Église de Sainte-Anne-la-Royale ne fut jamais achevée. En 1666, alors que l'église ne s'élève qu'au tiers (quelques vestiges subsistent), un conflit financier conduit Guarini à quitter Paris pour Turin, où il entre au service du duc Charles-Emmanuel II.
Influencé principalement par Francesco Borromini, Guarini conçoit un grand nombre de bâtiments publics et privés à Turin, y compris les palais du duc de Savoie, l’église Saint-Laurent (1666–1680), la chapelle Santissima Sindone (qui abritait le suaire de Turin) dans le Duomo, le palais Carignan (1679–1685). Considéré comme l'un des plus brillants architectes de son époque, il a des commandes dans toute l'Europe : églises des Théatins de Modène, Lisbonne, Prague, Nice, et de nombreux autres édifices publics et ecclésiastiques à Turin, Vérone et Vicence.
En 1671 Guarini publia à Turin l'Euclides adauctus et methodicus, le plus important de ses ouvrages. Il s'agit d'un volume in-folio de plus de six cents pages, qui rassemble toute la connaissance de l'époque en matière de mathématiques et de géométrie, et dont un livre entier est consacré en particulier à la méthode de représentation connue aujourd'hui sous le nom de double projection orthogonale.

### Œuvre mathématique
Guarini rédige une série de livres de mathématiques, en latin et en italien, dont Euclides adauctus, et plusieurs ouvrages d'architecture dont l'Architettura civile qui n'est publiée qu'en 1737. Contemporain de De La Hire, Guarini avait aussi donné en 1671 un Traité des Coniques, où il faisait un usage fréquent de la considération du cône, pour démontrer leurs propriétés. On y remarque surtout une démonstration extrêmement simple, et qui s’applique aux trois sections coniques en même temps, de la propriété du rapport constant des produits des segments faits sur des cordes parallèles, qui avait toujours exigé la connaissance de plusieurs prépositions préliminaires. Cette méthode était un progrès dans la théorie des coniques ; mais Guarini, très savant du reste dans toutes les parties de la géométrie, ne l'a pas suivie systématiquement et avec le talent de De La Hire.
Guarini est auteur aussi d'un ouvrage sur l'astronomie, intitulé : Mathematica cœlestis, in-fol., Milan, 1683, que Weidler et Lalande ont cité, le premier avec ces mots d'éloge : A perspicuitate commendatur. Ces deux célèbres écrivains auraient pu comprendre aussi, dans leurs bibliographies astronomiques, un autre ouvrage de Guarini, intitulé Placita philosophica (in-fol., Paris, 1666) où, parmi d'autres matières relatives à la physique, à la logique, et à la métaphysique, l'auteur détruisait le système de Ptolémée et y substituait certaines lignes spirales dans lesquelles il faisait mouvoir les planètes. Il émit aussi une opinion extraordinaire sur le flux et le reflux de la mer, et sur divers autres phénomènes.

### Traités d'architecture
Outre plusieurs écrits mathématiques, Guarini publia de son vivant un traité intitulé Il modo di misurare le fabbriche (1674) et un ouvrage d’architecture militaire, le Trattato di fortificatione che hora si usa in Fiandra, Francia, et Italia (1676). Après sa mort, les Théatins publièrent les Disegni d’architettura civile et ecclesiastica, recueil gravé de ses projets (1686). Le traité complet, son œuvre majeure, l’Architettura civile, parut à Turin en 1737 grâce aux bons soins de Bernardo Antonio Vittone.

## Œuvres littéraires et scientifiques

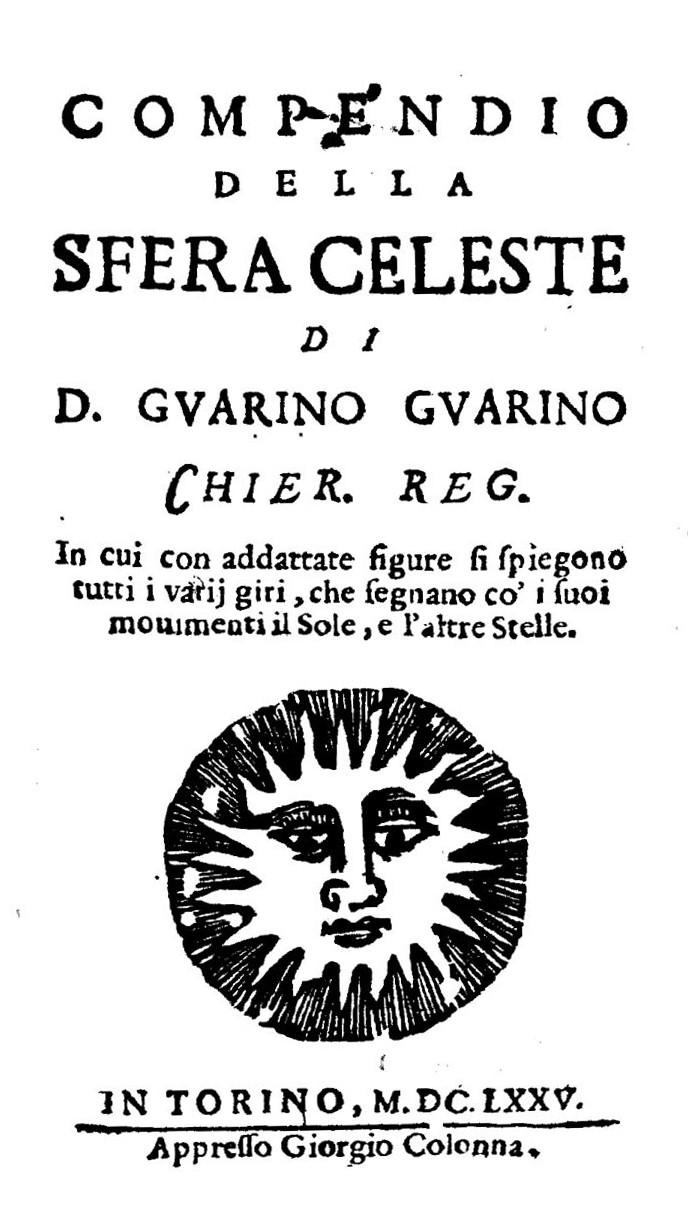
Compendio della sfera celeste, 1675

- (it) La Pietà trionfante, tragi-comedia morale, Messine, Giacomo Mattei, 1660.
- (la) Placita philosophica, Paris, Denys Thierry, 1665 (présentation en ligne).
- Euclides adauctus et methodicus mathematicaque universalis, Turin, 1671, 1676, in-fol. de plus 700 pages, sur deux colonnes. Ce traité contient trente-cinq traités sur différentes parties de la géométrie théorique et appliquée. Le 32e peut être regardé comme un chapitre de notre géométrie descriptive actuelle. Il traite de la projection sur des plans, des lignes, qui proviennent de l'intersection de la sphère du cône et du cylindre entre eux ; et du développement, sur un plain, de ces courbes à double courbure.
- Modo di misurare le fabbriche, ibid., 1674, in-8°.
- (it) Compendio della sfera celeste, Torino, Giorgio Colonna, 1675 (lire en ligne).
- Trattato di fortificazione, ibid., 1676, in-4°.
- (la) Leges temporum, et planetarum quibus civilis, et astronomici temporis lapsus primi mobilis, et errantium decursus ordinantur atque in tabulas digeruntur ad longitudinem Taurinensem gr. 30.46' et latitudinem gr. 44.49', Torino, eredi Carlo Giannelli, 1678 (lire en ligne)
- Cœlestis mathematicæ pars Ia et IIa, Milan, 1683, in-fol. Lalande (Bibliographie astronomique) n’en cite que la première partie, et il s’est trompé en faisant de l’auteur un barnabite.
- (it) Disegni d’architettura civile, et ecclesiastica, Turin, Eredi Gianelli, 1686.
- Architettura civile divisa in cinque trattati, opera postuma, ibid., 1737, 2 vol. in-fol. C’est un recueil des principaux bâtiments construits par Guarini. Cet ouvrage, dit Milizia, prouve qu’il avait étudié les meilleurs auteurs sur l’architecture, Vitruve, Alberti, Palladio, etc.